# VIP (film)
VIP è un film per la televisione italiano del 2008. È diretto da Carlo Vanzina, da lui scritto insieme al fratello Enrico, e prodotto per Mediaset, che l'ha trasmesso in prima visione su Canale 5 il 12 ottobre 2008.

## Trama
Alla festa di inaugurazione del ristorante "L'Impero del Sushi", l'evento mondano dell'anno organizzato da Ilaria Della Rocchetta, la più famosa PR di Roma, partecipano celebrità internazionali, come la giovane attrice statunitense Julia Logan, ma anche una serie di invitati "per caso". Molti degli incontri di quella sera si dovranno scontrare nei giorni a seguire con l'amara scoperta della verità.